# WebKit
WebKit — свободный движок для отображения веб-страниц, разработанный компанией Apple на основе кода библиотек KHTML и KJS, используемых в графической среде KDE.
Исходный код открыт на условиях LGPL, то есть любой из компонентов или все компоненты сразу, в неизменном или изменённом виде, можно использовать в проектах любого назначения (в том числе коммерческих) с одним условием: библиотеки или их производные должны быть опубликованы с открытым исходным кодом на условиях лицензии LGPL. WebKit входит в состав «публичных» фреймворков (динамических библиотек особой структуры), поставляющихся с каждой копией macOS с июня 2003 года.

## История
В ноябре 2000 года на сайте Apple в разделе «Требуются» появилось несколько вакансий. От соискателей требовалось хорошее владение Интернет-технологиями, опыт разработки web-движков и тому подобные качества. Иными словами, в конце 2000 года было принято решение о разработке собственного браузера. Изучив доступные варианты, инженеры компании остановили свой выбор на движке с открытым исходным кодом KHTML/KJS, который, по их мнению, был лучшим.
В 2001 году инженеры Apple создали собственную ветку проекта KHTML и KJS, переименовали свой вариант библиотек в WebCore и JavaScriptCore и, сохранив все достоинства оригиналов, полностью их переписали.
В январе 2003 года на Macworld Expo Стив Джобс анонсировал веб-браузер Safari, разработанный на основе WebKit.
В апреле 2008 года команда разработчиков веб-браузера Epiphany для среды GNOME заявила о том, что собирается использовать в своем браузере исключительно WebKit, тем самым отказываясь от поддержки движка Gecko, разрабатываемого Mozilla Foundation.
2 сентября 2008 года компания Google объявила о выпуске собственного браузера Chrome на основе движка WebKit. Первоначально Chrome был выпущен под Microsoft Windows, затем стали доступны версии для операционных систем GNU и macOS.
В мае 2010 года компания Apple подала в профильное ведомство США заявку на регистрацию торговой марки WebKit.
13 февраля 2013 года к разработке присоединилась Opera Software.

### Форк движка (Blink)
В апреле 2013 года Google и Opera Software заявили о переходе на движок Blink.
В сентябре 2013 года Qt заявила о переходе на движок Blink.

## Компоненты

Статистика использования веб-браузеров согласно StatCounter

### WebCore
Отображение и библиотека Document Object Model (DOM) для HTML и SVG.

### JavaScriptCore
JavaScriptCore — движок JavaScript. Также здесь находится библиотека WTF (Web Template Framework), предоставляющая вспомогательные функции общего назначения для всего WebKit. JavaScriptCore является кроссплатформенным и может использоваться как отдельный компонент без зависимостей от других компонентов WebKit.
В новых версиях WebKit Apple заменит JavaScriptCore более современным и быстрым SquirrelFish.

### Drosera
Отладчик ошибок, входящий в состав ночных сборок WebKit.